# Lill-Börstatjärnen
Lill-Börstatjärnen är en sjö i Strömsunds kommun i Jämtland och ingår i Ångermanälvens huvudavrinningsområde.